# جزيرة كياكياسو
جزيرة كياكياسو وهي جزيرة من جزر إندونيسيا، وتقع في إقليم غورونتالو، ضمن أرخبيل سولاوسي.